# 月に濡れたふたり
「月に濡れたふたり」（つきにぬれたふたり）は、日本のロックバンドである安全地帯の楽曲。
1988年3月10日にKitty Recordsから17枚目のシングルとしてリリースされた。前作「Juliet」（1987年）よりおよそ3か月ぶりにリリースされたシングルであり、作詞は松井五郎、作曲は玉置浩二、編曲は安全地帯と星勝およびBAnaNAが担当している。
安全地帯としては珍しいボサノヴァ調の楽曲であり、玉置自身が出演したJT「SOMETIME MIASS」のコマーシャルソングとして使用された。オリコンシングルチャートでは最高位13位となった。後にアルバム『安全地帯VI〜月に濡れたふたり』において、バージョンの表記はないが間奏にギターソロが入ったアルバム・バージョンで収録されている。

## 音楽性と歌詞
ベスト・アルバム『ALL TIME BEST』（2017年）の楽曲解説では、ストリングスから始まる安全地帯としては珍しいボサノヴァ調であると表記されているほか、前作「Juliet」（1987年）と同様のメロディアスな楽曲であり、「ストリングスが全体を優しく包みこんでくれる」と表記した上で、本作がアレンジも含めて当時ロンドンにてソロ作品を制作していた玉置の方向性だったのではないかと主張している。歌詞に関しては「哀しく叙情的」と表現し、玉置のボーカルに関しては「理屈抜きで切ない」と表記されている。また、同解説では歌詞中に「月」に関連する言葉が使用されていないことを指摘している。

## リリース、メディアでの使用、チャート成績
本作は1988年3月10日にKitty Recordsより7インチレコードと8センチCDの2形態でリリースされた。
本作は玉置自身が出演したJT「SOMETIME MIASS」のコマーシャルソングとして使用された。本作は	
オリコンシングルチャートにおいて最高位13位、登場週数は11回で売り上げ枚数は7.3万枚となった。本作の売り上げ枚数は安全地帯のシングル売上ランキングにおいて16位となった。

## ライブ・パフォーマンス
本作リリースの前日となる1988年3月9日放送のフジテレビ系音楽番組『夜のヒットスタジオDELUXE』（1985年 - 1989年）に出演し本作を披露したほか、3月11日および4月15日放送のテレビ朝日系音楽番組『ミュージックステーション』（1986年 - ）に出演し本作を披露した。

## カバー
- 青紀ひかり - アルバム『Otokouta... Midnight in the Rain』（2016年）に収録。
- 井筒香奈江 - アルバム『時のまにまにV』（2015年）に収録。
- 郷ひろみ - アルバム『THE GREATEST HITS OF HIROMI GO VOL.II 〜Ballads〜』（1995年）に収録。
- 李克勤（英語版） - 広東語バージョン、「藍月亮」のタイトルでアルバム『此情此境』（1989年）および『復克』（2013年）に収録。
- 森川美穂 - カバー・アルバム『another Face - tribute to Goro Matsui + Koji Tamaki -』（2019年）に収録。
- 露雲娜（中国語版） - 広東語バージョン、アルバム『酒紅色的心』（2017年）に収録。

## シングル収録曲
| 全作詞: 松井五郎、全作曲: 玉置浩二、全編曲: 安全地帯、星勝、BAnaNA。 |                      |          |            |      |
| #                                                                    | タイトル             | 作詞     | 作曲・編曲 | 時間 |
| 1.                                                                   | 「月に濡れたふたり」 | 松井五郎 | 玉置浩二   | 4:43 |
| 2.                                                                   | 「時計」             | 松井五郎 | 玉置浩二   | 2:15 |
| 合計時間:                                                            | 合計時間:            | 6:58     |            |      |

## リリース履歴
| No. | 日付          | レーベル      | 規格                             | 規格品番                     | 最高順位 | 備考 |
| --- | ------------- | ------------- | -------------------------------- | ---------------------------- | -------- | ---- |
| 1   | 1988年3月10日 | Kitty Records | 7インチ カセットテープ 8センチCD | 7DS 0190 10CS0168 H10K-30001 | 13位     |      |

## 収録アルバム
「月に濡れたふたり」
- 『安全地帯VI〜月に濡れたふたり』（1988年） - アルバム・バージョンで収録。
- 『THE VERY BEST of 安全地帯』（2001年）
- 『安全地帯 COMPLETE BEST』（2005年）
- 『安全地帯 Hits』（2010年） - リアレンジ及びリレコーディングにて収録。
- 『ALL TIME BEST』（2017年）

「時計」
- 『安全地帯 アナザー・コレクション -アルバム未収録曲集-』（1994年）